# 多雷斯科耶湖
56°09′44″N 29°39′58″E / 56.16222°N 29.66611°E

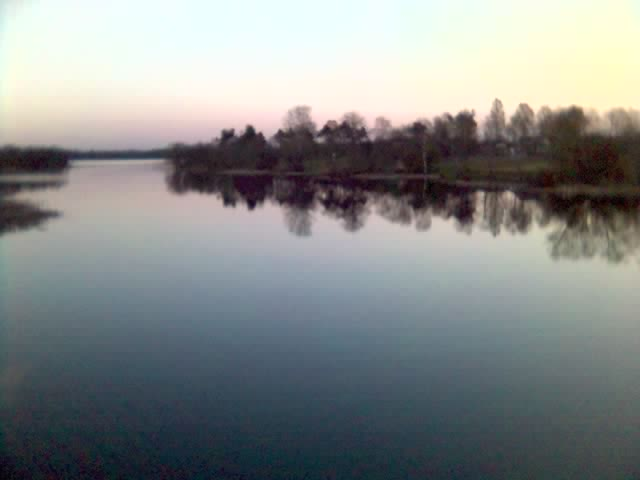

多雷斯科耶湖（俄语：Долысское），是俄羅斯的湖泊，位於該國西北部，由普斯科夫州負責管轄，處於涅韋爾區，面積2.8平方公里，集水區面積391平方公里，平均水深4米，最大水深7米。